# Megaceryle alcyon
Megaceryle alcyon là một loài chim trong họ Alcedinidae.